# 전건 부정
전건 부정(denying the antecedent)은 원래 진술에서 이를 추론하는 형식적 오류이다. 이는 다음과 같은 혼합된 가언적 삼단 논법의 한 유형이다.
P라면 Q이다.
P가 아니다.
그러므로 Q는 아니다.
이는 다음과 같이 표현될 수도 있다.
{\displaystyle P\rightarrow Q}    (P는 Q를 의미함)
{\displaystyle \therefore \neg P\rightarrow \neg Q}    (그러므로, not-P는 not-Q를 의미함)

## 같이 보기
- 후건긍정의 오류
- 전건 긍정
- 후건 부정
- 필요조건과 충분조건